# 黎巴嫩大學
黎巴嫩大學（阿拉伯语：‎）是黎巴嫩貝魯特的一所公立大學，是黎巴嫩唯一的公立高等教育機構。
應黎巴嫩社會各界要求，黎巴嫩大學於1951年創立。 第一次開課時有68名學生。

## 科系
該大學有17個科系及研究所：
- 文學與人類科學系
- 法學、政治學和公共管理系
- 科學系
- 社會科學系
- 美術系
- 教育學系
- 新聞與文件系
- 商業管理和經濟科學系
- 工程學系
- 建築學系
- 公共健康系
- 醫學系
- 牙科學系
- 製藥學系
- 旅遊和酒店系
- 應用和經濟科學研究所
- 科技研究所

## 外部連結
- （阿拉伯文） الموقع الرسمي（页面存档备份，存于）
- （法文） Site officiel（页面存档备份，存于）
- （英文） Official website（页面存档备份，存于）

33°49′40″N 35°31′20″E / 33.827815°N 35.522189°E